# Kyllinga curvispiculosa
Kyllinga curvispiculosa är en halvgräsart som först beskrevs av Tetsuo Michael Koyama, och fick sitt nu gällande namn av P.H.Hô. Kyllinga curvispiculosa ingår i släktet Kyllinga och familjen halvgräs. Inga underarter finns listade i Catalogue of Life.